# Serena Software
Serena Software ist ein US-amerikanisches Softwareunternehmen, dessen Hauptquartier im kalifornischen San Mateo liegt. Serena Software entwickelt und vertreibt primär Software aus den Bereichen DevOps, Application Lifecycle Management und Mainframe. Serena ist seit Mai 2016 ein Teil des britischen Unternehmens Micro Focus.
Das Unternehmen operiert weltweit, beschäftigt über 400 Mitarbeiter und unterhält Niederlassungen in zehn weiteren Ländern, unter anderem in Deutschland.

## Produkte
Serena Software stellt prozessbasierte Lösungen für das Management und die Automatisierung von Anwendungsentwicklung, DevOps und IT-Betrieb her. Der Unternehmensumsatz wird durch den Verkauf von Lizenzen, Wartungsverträgen und Consulting-Leistungen für die eigenen Produkte generiert.
Serena bietet und bot eine Reihe von Softwareprodukten für Unternehmen an. Dazu gehören unter anderem folgende:
- SBM (Serena Business Manager) – Workflow-Management-System
- RLC (Serena Release Control) – Lösung zur Unterstützung von Releasemanagement-Prozessen
- SSM (Serena Service Manager) – Software zum Management des Servicebetriebs
- SDA (Serena Deployment Automation) – Automatisierung von Softwareauslieferungen im Sinne von Continuous Delivery
- Dimensions RM – Anforderungsmanagement-Software
- Dimensions CM – Konfigurationsmanagement-Software
- Serena ChangeMan ZMF – Change- und Configuration Management-Tool zur Softwareentwicklung im professionellen Großrechner-Umfeld der Firma IBM (z/OS)
- PVCS Version Manager – Lösung zur Versionsverwaltung von Dateien

## Geschichte
Serena Software wurde 1980 von Doug Troxel in Kalifornien gegründet. 2004 wurde Merant Software von Serena Software übernommen, wodurch das Unternehmen die Rechte am PVCS Version Manager bekam. Im Mai 2004 kündigte Serena die Übernahme von TeamShare, dem Entwickler der Bugtracking-Software TeamTrack, an. Diese wurde später in Serena Business Mashups (SBM) und kurz danach in Serena Business Manager umbenannt.
Im November 2005 stimmte Serena Software einer fremdfinanzierten Übernahme durch Silver Lake Partners in Höhe von 1,2 Mrd. US-Dollar zu. Die Übernahme durch das Private-Equity-Unternehmen wurde 2006 zu einem Preis von 24 US-Dollar pro Aktie abgeschlossen. Nach der Übernahme hielt Silver Lake ungefähr 70 % der Serena-Anteile. Im Oktober 2006 kaufte Serena das Unternehmen Pacific Edge Software, um sich im Markt der Projektportfoliomanagement-Software zu positionieren. Im September 2008 Serena übernahm Serena die Firma Projity, den Hersteller der Open-Source-Software OpenProj, die als Ersatz für Microsoft Project entwickelt wurde.
Im Januar 2012 wurden der Serena Service Manager (SSM) und der Serena Release Manager (SRM) als Finalisten des „Pink Elephant 2011 Innovation of the Year Award“ bekanntgegeben. Im Februar gewann der Serena Service Manager den Preis. Im Laufe des Jahres 2013 geriet Serena in wirtschaftliche Schwierigkeiten. Das Unternehmen entließ um die 175 Mitarbeiter, um Kosten zu senken und ihre Produktmargen zu erhöhen. Im Juli erreichten die Schulden des Unternehmens eine Höhe von 410 Mio. US-Dollar.
Im März 2014 kündigte Serena die Übernahme des Unternehmens durch den, zwischenzeitlich ausgestiegenen, Gründer Doug Troxel und dem Private-Equity-Unternehmen HGGC an., Die Übernahme wurde im April 2014 abgeschlossen. Im März 2016 kündigt die Firma Micro Focus ihre Absicht an Serena Software für 540 Mio. US-Dollar zu übernehmen. Nach Zustimmung der Kartellbehörden in Deutschland und den USA, wurde die Übernahme im Mai desselben Jahres abgeschlossen.